# Mirabel (Hiszpania)
Mirabel – gmina w Hiszpanii, w prowincji Cáceres, w Estramadurze, o powierzchni 49,3 km². W 2011 roku gmina liczyła 702 mieszkańców.